# Killing Joke (album 2003)
Killing Joke – album wydany 28 lipca 2003 roku przez zespół Killing Joke.
Jest to pierwsza studyjna płyta tej formacji wydana po siedmioletniej przerwie. Grupa po tak długim czasie nie zmieniła jednak swoich upodobań. Nadal można dosłuchać się ciężkiego brzmienia gitary oraz plemiennych rytmów. Słychać wpływy stoner metalu ("Seeing Red"), nu metalu ("Total Invasion") oraz industrialnego metalu ("Asteroid").
Dodatkowe wrażenie na odbiorcach mogą robić teksty Jaza Colemana. Przeważa w nich jak zwykle sprzeciw wobec polityków oraz gniew i ból. Dzięki temu charakter tekstów odpowiada mrocznej muzyce.
Utwór "The Death & Resurrection Show" można również znaleźć na ścieżce dźwiękowej do gry Need for Speed: Underground 2 oraz do filmu Pakt milczenia.

## Lista utworów
1. "The Death & Resurrection Show" – 6:56
2. "Total Invasion" – 5:28
3. "Asteroid" – 3:24
4. "Implant" – 5:18
5. "Blood On Your Hands" – 6:00
6. "Loose Cannon" – 4:12
7. "You'll Never Get To Me" – 6:19
8. "Seeing Red" – 5:27
9. "Dark Forces" – 6:26
10. "The House That Pain Built" – 6:13

Na amerykańskiej edycji albumu znajduje się dodatkowo utwór "Wardance (Ultimate Version)", na brytyjskiej "Inferno", a na japońskiej utwory "Inferno" i "Zennon".

## Muzycy
- Jaz (Jeremy) Coleman – śpiew, syntezatory
- Geordie (Kevin) Walker – gitara elektryczna
- Youth (Martin Glover) – gitara basowa
- Paul Raven – gitara basowa
- Dave Grohl (gościnnie) – instrumenty perkusyjne